# Mancera de Arriba
Mancera de Arriba – gmina w Hiszpanii, w prowincji Ávila, w Kastylii i León, o powierzchni 17,59 km². W 2011 roku gmina liczyła 97 mieszkańców.